# Apharitis maxima
Apharitis maxima är en fjärilsart som beskrevs av Otto Staudinger 1901. Apharitis maxima ingår i släktet Apharitis och familjen juvelvingar. Inga underarter finns listade i Catalogue of Life.